# Бринклі (Арканзас)
Бринклі (англ. Brinkley) — місто (англ. city) в США, в окрузі Монро штату Арканзас. Населення — 2700 осіб (2020).

## Географія
Бринклі розташоване за координатами 34°53′24″ пн. ш. 91°11′22″ зх. д. / 34.89000° пн. ш. 91.18944° зх. д. (34.890070, -91.189566).  За даними Бюро перепису населення США в 2010 році місто мало площу 15,41 км², з яких 14,23 км² — суходіл та 1,18 км² — водойми.

## Демографія
Згідно з переписом 2010 року, у місті мешкало 3188 осіб у 1336 домогосподарствах у складі 825 родин. Густота населення становила 207 осіб/км².  Було 1567 помешкань (102/км²). 
Расовий склад населення:
| - 51,6 % — чорних або афроамериканців - 45,4 % — білих - 0,8 % — азіатів - 0,3 % — корінних американців |

До двох чи більше рас належало 1,3 %. Іспаномовні складали 1,5 % від усіх жителів.
За віковим діапазоном населення розподілялося таким чином: 24,2 % — особи молодші 18 років, 57,1 % — особи у віці 18—64 років, 18,7 % — особи у віці 65 років та старші. Медіана віку мешканця становила 42,2 року. На 100 осіб жіночої статі у місті припадало 92,5 чоловіків;  на 100 жінок у віці від 18 років та старших — 86,9 чоловіків також старших 18 років.
Середній дохід на одне домашнє господарство  становив 36 470 доларів США (медіана — 23 112), а середній дохід на одну сім'ю — 44 123 долари (медіана — 36 304). За межею бідності перебувало 36,3 % осіб, у тому числі 58,4 % дітей у віці до 18 років та 16,6 % осіб у віці 65 років та старших.
Цивільне працевлаштоване населення становило 1021 осіб. Основні галузі зайнятості: освіта, охорона здоров'я та соціальна допомога — 16,8 %, мистецтво, розваги та відпочинок — 13,4 %, роздрібна торгівля — 11,8 %.